# East Fork Chandalar
Pour les articles homonymes, voir East Fork.

La rivière East Fork Chandalar est un cours d'eau d'Alaska, aux États-Unis située dans la  région de recensement de Yukon-Koyukuk. C'est un affluent de la Chandalar, elle-même affluent du  fleuve Yukon.

## Description
Longue de 175 milles (282 km), elle coule en direction du sud-ouest pour rejoindre la Chandalar à 44 milles (71 km) au sud-ouest de la chaîne Brooks.
Son nom indien a été référencé en 1899 par les prospecteurs locaux.

## Affluents
- North Fork East Fork Chandalar – 54 milles (87 km)
- Wind – 80 milles (129 km)
- Junjik – 65 milles (105 km)

## Sources
- (en) « East Fork Chandalar », Geographic Names Information System